# Хмільницький район
Хмільницький район (Хмільниччина) — адміністративний район  в Україні, у Вінницької області, утворений 17 липня 2020 року. Адміністративний центр — місто Хмільник. Площа району — 3701,35 км² (14 % від загальної площі Вінницької області), населення — 186,7 тис. осіб (2020).

## Історія
Район утворено відповідно до постанови Верховної Ради України № 807-IX від 17 липня 2020 року.

## Громади району
До його складу увійшли:
- Міські
  - Козятинська
  - Хмільницька
  - Калинівська
- Селищна
  - Глуховецька
- Сільські
  - Жданівська
  - Махнівська
  - Самгородоцька
  - Іванівська
  - Уланівська

Раніше територія району входила до складу Хмільницького (1923—2020), Козятинського, Калинівського районів, ліквідованих тією ж постановою.